# Chrysostomus Henriquez
Dom Chrysostomus Henriquez, O.Cist.; španělsky Crisóstomo Henríquez (1594 Madrid – 26. října 1632 Löwen) byl španělský římskokatolický duchovní, cisterciácký mnich a historik.

## Život
Narodil se v Madridu roku 1594. V roce 1608 zahájil noviciát v cisterciáckém opatství Huerta. Studoval filosofii a teologii a věnoval se rovněž církevním dějinám a hagiografii. V roce 1612 složil věčné sliby. Od roku 1620 žil v Nizozemsku, kam se přestěhovali jeho příbuzní ze Španělska. Vyučoval na univerzitě v Löwen a zároveň jej roku 1622 předsedající opat španělské cisterciácké kongregace, Andrés de Trugillo, oficiálně jmenoval historiografem této cisterciácké kongregace (latinsky: historiographus generalis Congregationis Hispaniae Ordinis Cisterciensis). Henriquez tedy cestoval po klášterechch a bádal v jejich knihovnách a archivech. Postupně sepsal asi 40 spisů z oblasti řádové historiografie.
Zemřel v Lovani v roce 1632.

## Dílo
- Astrum Cisterciensium complectens sanctorum Cisterciensium gesta (Köln 1649).
- Fasciculus sanctorum ordinis Cistersiensis (Köln 1631).
- Guilielmus Aquitanus, Liber Apologeticus: Quo ostenditur S. Guilielmum Benedictinum Cisterciensem, non Augustinianum fuisse (1626).
- Het leven vande eerweerdighe Moeder Anna de S. Bartholomaeo ongheschoeyde Carmelitersse (Antverpy 1632).
- Lilia Cistercii (Duaci 1633).
- Menologium Cisterciense. Oder kurtz begrieffene Lebens-Verfassung derer Heiligen (Praha 1731).
- Menologium Cistertiense notationibus illustratum (Antverpy 1630).
- Phoenix reviviscens sive ordinis Cisterciensis scriptorum Angliae et Hispaniae (Brusel 1626).
- Quinque Prudentes Virgines sive B. Beatricis de Nazareth, B. Aleydis de Scharenebecka, B. Idae de Nivellis (Antverpy 1630).
- Regula, Constitutiones et privilegia Ordinis Cistertiensis (Antverpy 1639).
- Vita B. Famiani Coloniensis (Köln 1631).